# Eagle Seagull
Eagle Seagull, également stylisé Eagle*Seagull, est un groupe américain de rock indépendant, originaire de Lincoln, dans le Nebraska, actif entre 2004 et 2010.

## Histoire
Eagle Seagull est formé en 2004 par le chanteur et compositeur Eli Mardock avec J.J. Idt et Mike Overfield. Au début, ils jouent de la country alternative dans le style de Wilco. En octobre 2004, les trois autres membres du groupe les rejoignent. C'est à cette époque que le groupe commence à donner ses premiers concerts publics à Lincoln, dans le Nebraska. Ces spectacles font rapidement sensation sur la scène du Nebraska, ce qui attire l'attention de Brian Vaughan sur le groupe. L'ancien collaborateur de Sub Pop et Saddle Creek fonde son propre label, Paper Garden Records, à Nashville et signe Eagle Seagull pour la première sortie de son label. En octobre 2005, un an seulement après la première apparition du groupe, leur premier album éponyme sort. Les réactions dans la presse musicale et sur les forums en ligne sont enthousiastes. Vers la fin de l'année, Eagle Seagull est souvent cité dans différents Best of 2005 et Bands to watch (groupes à connaître) 2006. Bien que le groupe ne dispose pas encore d'un marketing national, son premier album est réédité à plusieurs reprises, si bien que 2006 est souvent cité comme date de sortie du premier album.
En Europe, le label allemand L'Âge d'or — qui distribuait à l'époque entre autres The Gossip, Metric et Tocotronic — s'intéresse au groupe et prend en charge la distribution, si bien qu'en octobre 2006, le premier album sort également sur le vieux continent. Parallèlement, L'Âge d'or sort le single Photograph. Eagle Seagull est très bien accueilli et atteint la 2e place dans les charts indépendants autrichiens, juste derrière The Killers. À la fin de l'année, le groupe figure dans le Best of 2006 des magazines Rolling Stone et Spex et ses chansons apparaissent sur plusieurs compilations.
En 2010, l'album suivant, intitulé The Year of the How-To Book, sort sur PIAS Recordings,. Le producteur est Ryan Hadlock, qui a déjà collaboré avec The Gossip, Blonde Redhead et Stephen Malkmus. Le 30 septembre de la même année, le groupe annonce sa dissolution sur sa page Facebook, mais Murdock et Butler continueront à travailler ensemble sous le nom de Beauty in the Beast.

## Style musical
Eagle Seagull n'entre pas dans les genres musicaux existants, car le groupe a son propre son distinctif, entre country, folk et rock indépendant. Le groupe Bright Eyes, également originaire de Lincoln, dans le Nebraska, cultive un style musical similaire.
Eagle Seagull joue au début de la country alternative dans le style de Wilco. Ce n'est qu'après le passage d'Eli Mardock de la guitare au clavier et l'arrivée des trois autres membres du groupe en octobre 2004 que le son final du groupe commence à se développer.

## Discographie

### Albums studio
- 2006 : Eagle*Seagull (Paper Garden Records/L'Âge d'or)
- 2008 : Live in Hamburg 2007 (L'Âge d'or)
- 2010 : The Year of the How to Book (PIAS Recordings)

### EP
- 2008 : I Hate EP's (Regal Beagle)

### Singles
- 2006 : Photograph (L'Âge d'or)

### Participations
- 2006 : Hello Never − avec le single Sounds - Now! (Musikexpress)
- 2006 : Photograph − avec le single Untitled (Spex)
- 2008 : I'm Sorry But I'm Beginning to Hate Your Face − avec le single Indiecater Vol. 2 (Indiecater Records)